# Gengångare (TV-serie)
Gengångare (originaltitel: Les Revenants) är en fransk dramaserie från 2012. Serien visades i åtta avsnitt på Canal+ mellan 26 november och 17 december 2012. Gengångare är en adaption av långfilmen Les Revenants från 2004. Serien har bland annat sålts till Sverige där den visats på SVT Play. Andra säsongen hade premiär 28 september 2015.
Den brittiska rockgruppen Mogwai skrev soundtracket till serien, vilket 25 februari 2013 gavs ut på skivan Les Revenants.

## Handling
En kväll i en fransk alpstad är flera unga personer på väg till sina hem. Vad de inte vet är att de alla har varit döda i flera år och att livet i deras hem fortsatt utan dem. Chocken när de återvänder blir total för alla parter.

## Roller
- Anne Consigny – Claire
- Clotilde Hesme – Adèle
- Céline Sallette – Julie
- Pierre Perrier – Simon
- Guillaume Gouix – Serge
- Grégory Gadebois – Toni
- Ana Girardot – Lucy
- Yara Pilartz – Camille
- Swann Nambotin – Victor
- Frédéric Pierrot – Jérôme
- Samir Guesmi – Thomas
- Jean-François Sivadier – Pierre
- Alix Poisson – Laure
- Jenna Thiam – Lena
- Brune Martin – Chloé
- Aksel Ustun
- Julien Bourdel
- François Briault
- Gilles Chabrier
- Fabrice Talon

## Nyinspelning
I maj 2013 avslöjades att en engelskspråkig nyinspelning av tv-serien höll på att tas fram av Paul Abbott och FremantleMedia med arbetstiteln They Came Back. I september 2013 avslöjades det att Abbott inte längre var involverad i projektet och att A&E skulle producera tv-serien. I april 2014 beställde A&E 10 avsnitt med Carlton Cuse och Raelle Backs som exekutiva producenter. Serien hade premiär den 9 mars 2015  och lades ner efter en säsong  utan något finalavsnitt. 